# New Straitsville, Ohio
New Straitsville là một làng thuộc quận Perry, tiểu bang Ohio, Hoa Kỳ. Năm 2010, dân số của làng này là 722 người.

## Dân số
- Dân số năm 2000: 774 người.
- Dân số năm 2010: 722 người.